# Provincias subalternas
Es el nombre con que la Real Ordenanza de Intendentes de 1786 denomina a las provincias subordinadas en lo político al Superior Gobierno y en lo judicial y eclesiástico al gobierno de la Ciudad de  Guadalajara de Indias, capital del entonces Reino de Nueva Galicia. Constituían un triángulo enclavado en los límites occidentales de la Nueva España, y meridionales de la Nueva Galicia, integrado en 1786 por las provincias o Alcaldías Mayores de Amula (Tuxcacuesco), Autlán de la Grana, Etzatlán y La Magdalena (Izatlán, Ahualulcos, etc.), Puerto de la Navidad, Sayula (Provincia de Ávalos) de Jalisco.

## Ubicación geográfica

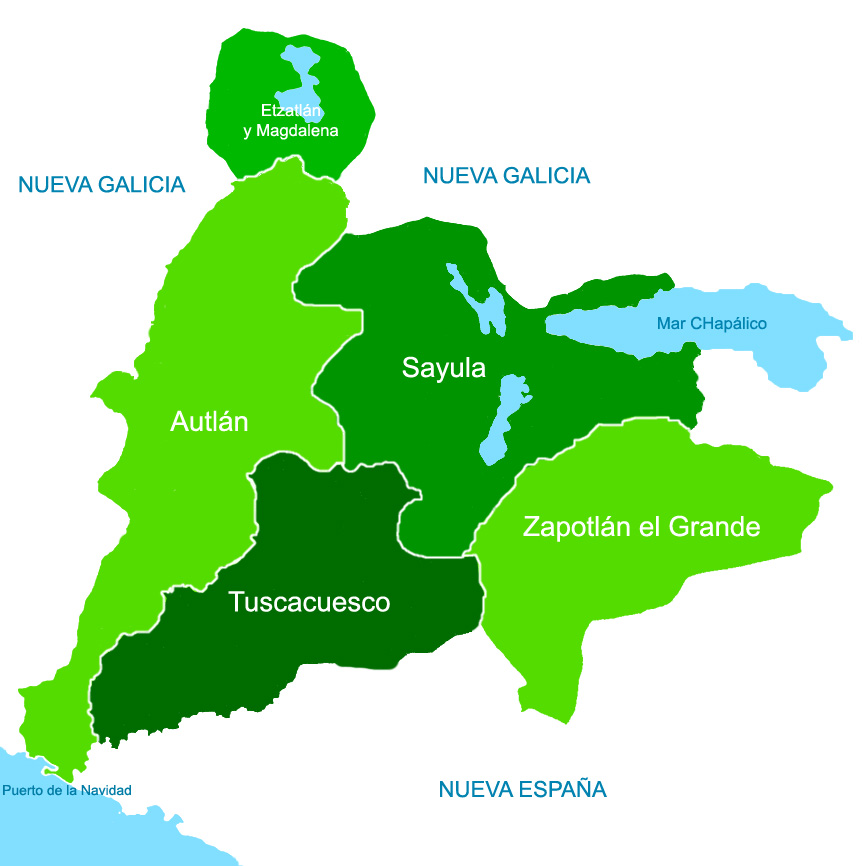
Mapa de las Alcaldías Mayores que conformaban las Provincias subalternas en 1786

Las Provincias subordinadas partían términos entre la Nueva España y la Nueva Galicia. Se las consideraba las provincias más occidentales de la Nueva España, y fueron escenario de diversas y largas disputas entre la Real Audiencia de Guadalajara y la Real Audiencia de México. Una cédula real puso bajo la jurisdicción de Guadalajara las provincias de Autlán, Colima, Etzatlán, Tuxcacuesco, Sayula, Zacatula y Zapotlán el Grande durante la segunda mitad del siglo XVI; posteriormente, se separaron de dicha jurisdicción las provincias de Colima y Zacatula, que volvieron a la Real Audiencia de México, formando el resto de las Alcaldías un enclave triangular que en lo político dependería de la Nueva España y en lo judicial de la Nueva Galicia.
Las Provincias subalternas limitaban al norte con el reino de Galicia, al este con Michoacán de la Nueva España, al sur con Colima de la Nueva España y la Mar del Sur.
| Noroeste: Galicia    | Norte: Galicia | Noreste: Galicia   |
| Oeste: Galicia       |                | Este: Michoacán    |
| Suroeste Mar del Sur | Sur: Colima    | Sureste: Michoacán |